# Джелам (река)
Дже́лам (кашм. Vyeth, хинди झेलम, в.-пандж. ਜੇਹਲਮ, урду جہلم‎) — река в Индии и Пакистане, приток Чинаба (бассейн Инда). Длина реки — 774 км.
Средний расход воды — 895 м³/с, во время муссонов увеличивается до 20 000 м³/с. Судоходна, имеет большое значения для сельского хозяйства, так как питает несколько крупных оросительных каналов. Кроме одноимённого города, река протекает через Сринагар, Бхеру и Хушаб. Через реку построено несколько мостов, в том числе Кохала, соединяющий Азад-Кашмир с остальным Пакистаном.
По одной из версий, Джелам — это Витаста (санскр. वितस्ता), одна из рек Семиречья. Под эллинизированным именем Гидасп долина реки известна как арена последней крупной битвы Александра Македонского.

## Притоки
- Лиддар (пр)